# São Sebastião do Paraíso
São Sebastião do Paraíso este un oraș în Minas Gerais (MG), Brazilia.